# Andrew Fisher
Andrew Fisher (29 tháng 8 năm 1862 – 22 tháng 10 năm 1928) là một nhà chính trị Úc và là Thủ tướng Úc thứ 5. Nội các Fisher giai đoạn 1910-1913 đã hoàn thành một chương trình lập pháp rộng lớn khiến ông, cùng với người thuộc Đảng Bảo hộ Alfred Deakin, là người sáng lập ra cấu trúc pháp lý của một quốc gia mới. Theo D. J. Murphy, "những người đương thời với ông xem ông là người thật thà và đáng tin cậy, nhưng lại bị Billy Hughes qua mặt về trí tuệ, tài hùng biện và tài hoa. Tuy nhiên kỷ lục của Fisher là để lộ ra một di sản của cải cách và phát triển quốc gia tồn tại ra khỏi những khu vực trong Đảng Lao động và ở Úc".
Nhiệm kỳ thủ tướng thứ hai của Fisher năm 1910 thể hiện một số con số nhất: đây là chính phủ đa số đầu tiên của Úc; chính phủ đa số của Đảng Lao động đầu tiên của thế giới; lần đầu Đảng Lao động đã kiểm soát "bất kỳ" viện lập pháp nào; và lần đầu tiên đảng này kiểm soát cả hai viện của Quốc hội.